# Diele (Weener)
Diele ist ein Ortsteil der Stadt Weener im ostfriesischen Rheiderland. Der Ort hatte am 31. Dezember. 2017 fast 600 Einwohner. Bedingt durch seine Lage an der südlichen Grenze der Grafschaft und des späteren Fürstentums Ostfriesland hatte der Ort in seiner Geschichte eine große Bedeutung. In unmittelbarer Nähe des Dorfes befinden sich die Überreste der Dieler Schanze, einer Verteidigungsanlage, die Ostfriesland vor Angriffen aus dem Münsterland schützen sollte.

## Lage und Gebiet
Das Haufendorf liegt auf einem Geestrücken, der im Norden bis nach Möhlenwarf und Weener reicht, auf einer Höhe von 5 m über NN. Insgesamt bedeckt der Ort eine Fläche von 6,63 Quadratkilometer. Unmittelbar südlich des Ortes befindet sich die historische Grenze zwischen Ostfriesland und dem Emsland.
Die nächstgelegenen größeren Städte sind Leer (etwa 20 km nordöstlich) und Papenburg (etwa zehn Kilometer südöstlich). Die Entfernung zum Hauptort Weener beträgt etwa fünf Kilometer.

## Geschichte
Diele gehört zu den ältesten Siedlungsplätzen Ostfrieslands. 1994 wurden die Reste einer Siedlung der Jungsteinzeit entdeckt. Für die frühe Bronzezeit ist der Fund einer Steinaxt belegt. Anschließend tritt in Diele wie in weiten Teilen Ostfrieslands eine Siedlungslücke bis ins frühe Mittelalter auf. Bei der Wiederbesiedlung Ostfrieslands nach der Völkerwanderungszeit war Diele einer der ersten Orte, an denen sich Menschen niederließen.
Im Mittelalter führte ein Handelsweg vom Münsterland nach Ostfriesland über den hohen, trockenen Geestrücken bei Diele, der möglicherweise älteren Ursprungs ist. Dieser Weg war bis in die frühe Neuzeit die einzige Möglichkeit, vom Emsland nach Ostfriesland zu gelangen. Diele lag hier zwischen einer Emsschleife und einem weit ausgedehnten Moorgebiet.
Erstmals wird der Ort in den Heberegistern des Klosters Werden im 9. Jahrhundert als Dilnumarcha genannt. Die Ortsbezeichnung ist vermutlich auf das altfriesische Wort dele oder dile für „Zitze“, „Brust“ oder „Wölbung“ zurückzuführen, was damit erklärt wird, dass Diele auf einer hoch in die Emsniederung ragende Geestkuppe liegt. Vermutlich begann der Bau der Dieler Schanzen im 14. Jahrhundert, um Ostfriesland vor Angriffen aus dem Münsterland zu schützen. 1463 und 1632 einigten sich Ostfriesland und das Bistum Münster in einer rechtlichen Vereinbarung über den Grenzverlauf bei Diele.
Als während des Achtzigjährigen Krieges im 16. Jahrhundert niederländische Truppen wiederholt nach Ostfriesland auswichen, erhielt der Ort eine besondere strategische Bedeutung. Da ein Einfall spanischer Truppen befürchtet wurde, wurde der Ort befestigt und die Schanzen ausgebaut, so dass sie sich schließlich auf einer Strecke von zwei Kilometern ausdehnten. Insgesamt sollen in der Festungsanlage bis zu 400 Soldaten stationiert werden können. Nach dem Krieg ließ die Bedeutung der Festung schnell nach. Im 17. Jahrhundert war sie zeitweise nur noch mit sieben Mann besetzt. In der Folgezeit wurde die Schanze mehrfach von auswärtigen Truppen besetzt. Ab Mitte des 19. Jahrhunderts verlor Diele durch eine Auswanderungswelle nach Amerika einen erheblichen Teil seiner Bevölkerung. Nach dem Zweiten Weltkrieg wurden in dem Ort nur verhältnismäßig wenige Heimatvertriebene aufgenommen. 1949 betrug ihr Anteil an der Gesamtbevölkerung 11 Prozent. Vier Jahre später waren es noch 8,6 Prozent.
In Diele wurde in den 1970er-Jahren ein 380-kV-Umspannwerk errichtet. 2008/2009 wurde westlich von dieser Anlage die erste mit IGBTs ausgerüstete HGÜ-Anlage in Deutschland errichtet. Sie ist Endpunkt der HGÜ BorWin1, der weltweit ersten HGÜ-Anlage zur Anbindung eines Offshore-Windparks an das Stromnetz.
Am 1. Januar 1973 wurde Diele in die Stadt Weener eingegliedert.

## Bevölkerungsentwicklung
| Jahr | Einwohner |
| ---- | --------- |
| 1823 | 314       |
| 1848 | 487       |
| 1867 | 814       |
| 1885 | 719       |
| 1905 | 590       |
| 1925 | 616       |
| 1933 | 683       |
| 1946 | 801       |
| 1961 | 665       |
| 1970 | 746       |
| 2001 | 574       |
| 2009 | 561       |